# Prohagla
Prohagla – wymarły rodzaj owadów z rzędu świerszczokaraczanów i rodziny Haglidae. W zapisie kopalnym znany z triasu, z terenu Australii.
Owady te miały przednie skrzydło z licznymi odgałęzieniami żyłki kostalnej w nasadowej części pola kostalnego, licznymi przednimi odgałęzieniami żyłki subkostalnej, biorącym początek pośrodku skrzydła sektorem radialnym o grzebykowatych odgałęzieniach i trójgałęzistą żyłką medialną o tylnej gałęzi zlanej z przednią żyłka kubitalną.
Rodzaj i gatunek typowy opisane zostały w 1954 roku przez Edgara Rieka. Należą tu 2 gatunki:
- Prohagla imperfecta Riek, 1955 – jego 5 fragmentarycznych skamieniałości odnaleziono w piętrze noryku, w Mount Crosby, na terenie gór Queensland[2].
- Prohagla superba Riek, 1954 – jego 2 skamieniałości odnaleziono w piętrze anizyku, w Beacon Hill, na terenie Brookvale w Australii[1].